# Geomicrobiologia
La geomicrobiologia és el resultat de la combinació de geologia i microbiologia, sota el camp de la geobiologia. El camp d'acció de la geomicrobiologia concerneix el paper dels microbis i els processos microbians en la geologia i geoquímica, i a l'inrevés. És un camp especialment important en el tractament dels microorganismes en els aqüífers i el subministrament d'aigua potable.
Una altra àrea d'investigació en geomicrobiologia és l'estudi dels organismes extremòfils, que són aquells que prosperen en medis considerats hostils. Aquests medis ambients poden ser fonts calentes o fumaroles oceàniques, llacs extremadament salins, zones sedimentàries de molta profunditat, o fins i tot de l'espai exterior, com els de Mart o els cometes.